# Gunung Tua (Tugala Oyo)
Gunung Tua is een bestuurslaag in het regentschap Nias Utara van de provincie Noord-Sumatra, Indonesië. Gunung Tua telt 1283 inwoners (volkstelling 2010).